# Harvey Danger
Harvey Danger fue una banda estadounidense de rock alternativo formada en Seattle, Washington en 1993 por estudiantes de periodismo de la Universidad de Washington. La agrupación logró reconocimiento en 1997 con el sencillo "Flagpole Sitta", usado como canción principal de la serie de televisión Peep Show. El 29 de agosto de 2009 tocaron su último concierto en el Crocodile Cafe de Seattle.

## Miembros
- Sean Nelson – voz, teclados (1993–2009)
- Jeff J. Lin – guitarra, teclados, violín (1992–2009)
- Aaron Huffman – bajo, guitarra (1992–2009; falleció en 2016)
- Evan Sult – batería, percusión (1993–2001)
- Michael Welke – batería, percusión (2004–2009)
- Rob Knop – teclados (2005–2009)

Músicos de gira
- Mike Squires – guitarra (2000–2001)
- John Roderick – teclados, bajo (2000–2001)

## Discografía

### Álbumes de estudio
| Año  | Título e información adicional |
| ---- | --- |
| 1997 | Where Have All the Merrymakers Gone? - Lanzamiento: julio de 1997 - Discográfica: Arena Rock Recording Company (AR-006)                                                 |
| 2000 | King James Version - Lanzamiento: Septiembre de 2000 - Discográfica: London Records/Sire Records (31143-2)                                                              |
| 2005 | Little by Little... - Lanzamiento: Septiembre de 2005 - Discográfica: Phonographic Records (Phono 02) - Relanzamiento: 25 de julio de 2006 por Kill Rock Stars (KRS471) |